# Von Wrede

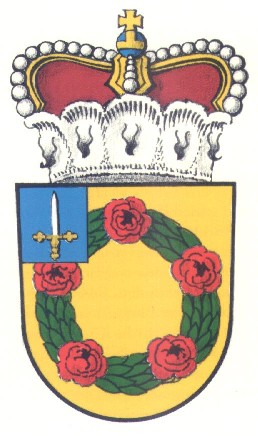
Wapen van de Fürsten von Wrede

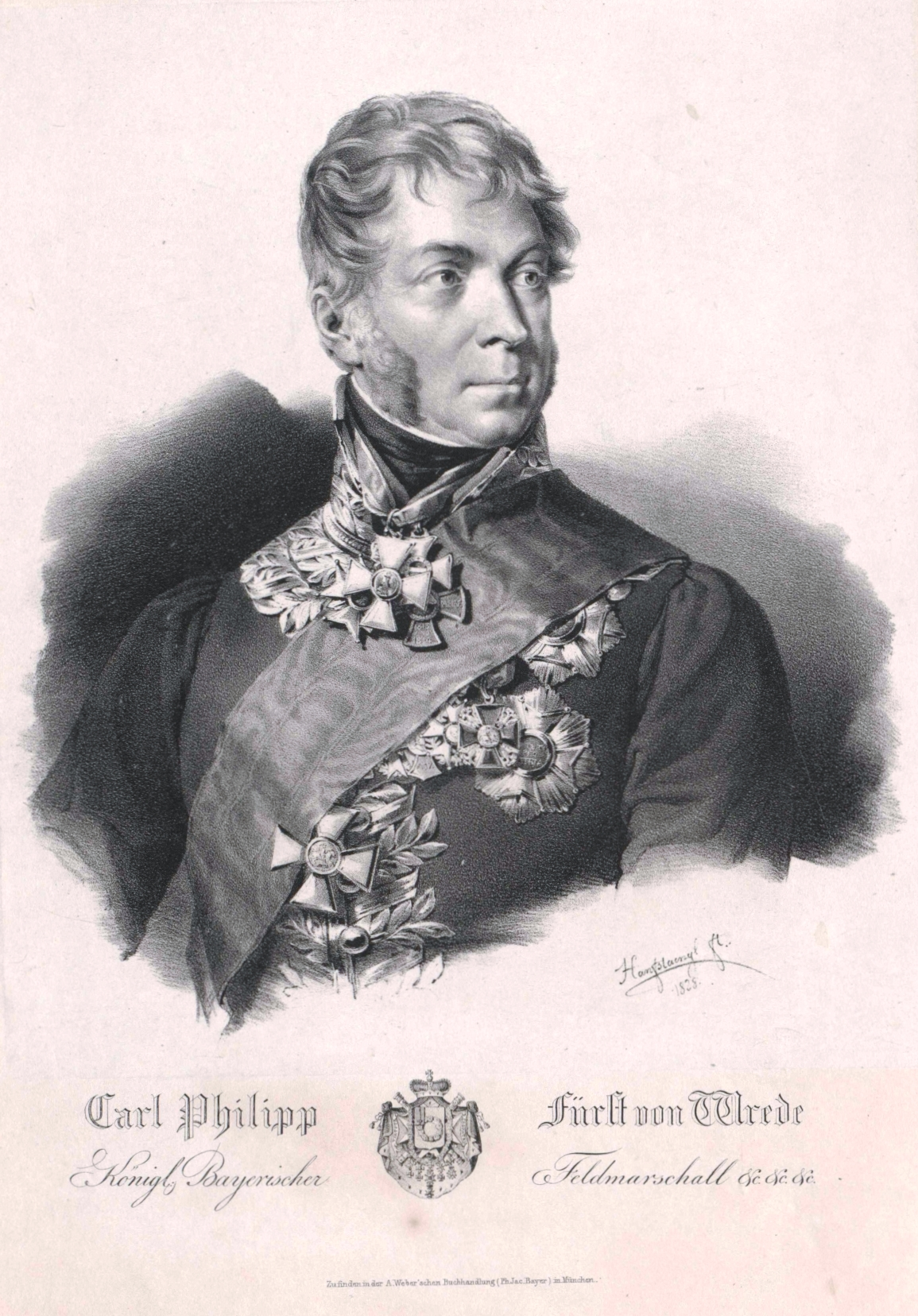
Carl Philipp von Wrede, Lithographie van Franz Hanfstaengl, 1828

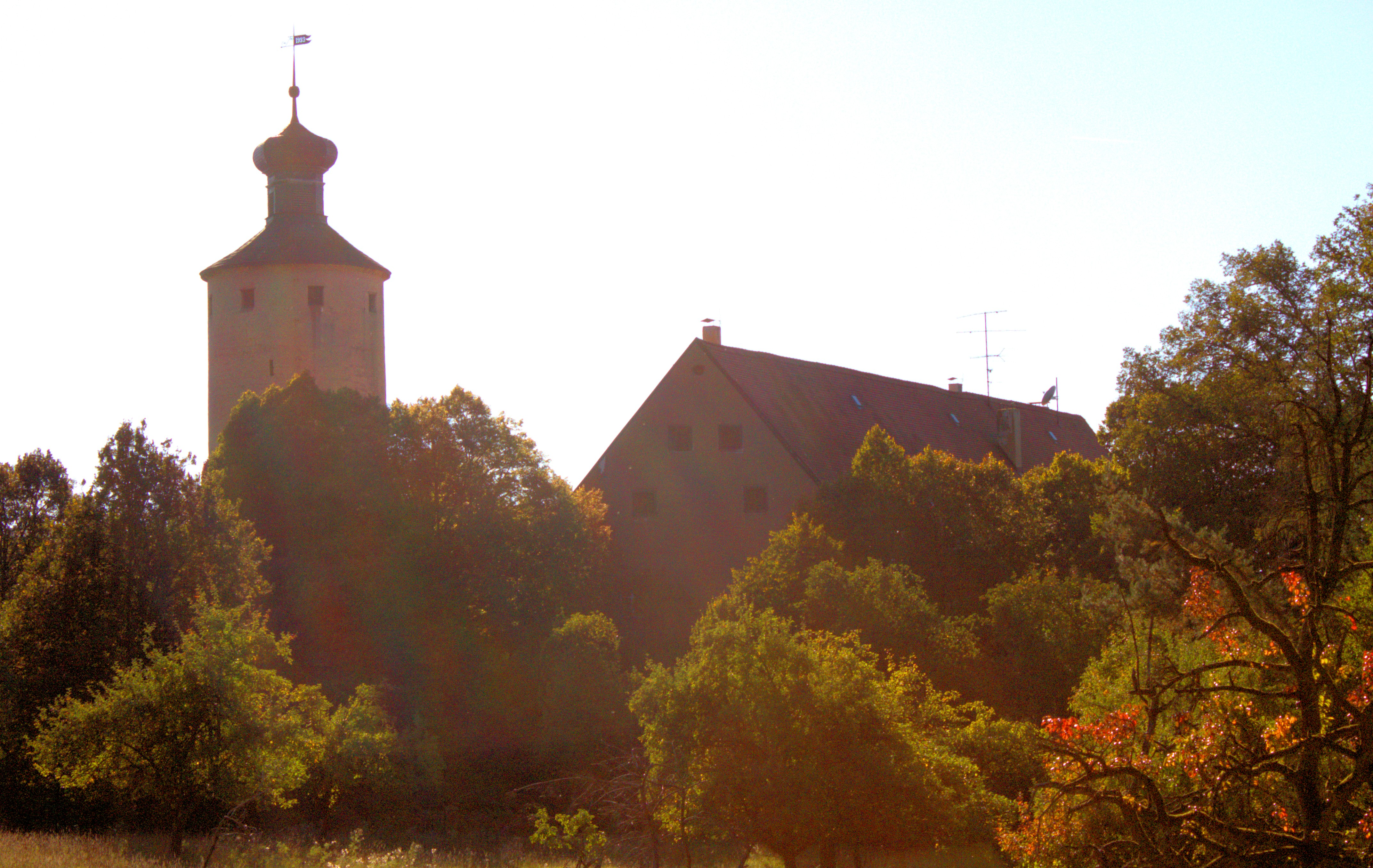
Schloss Sandsee (2011)

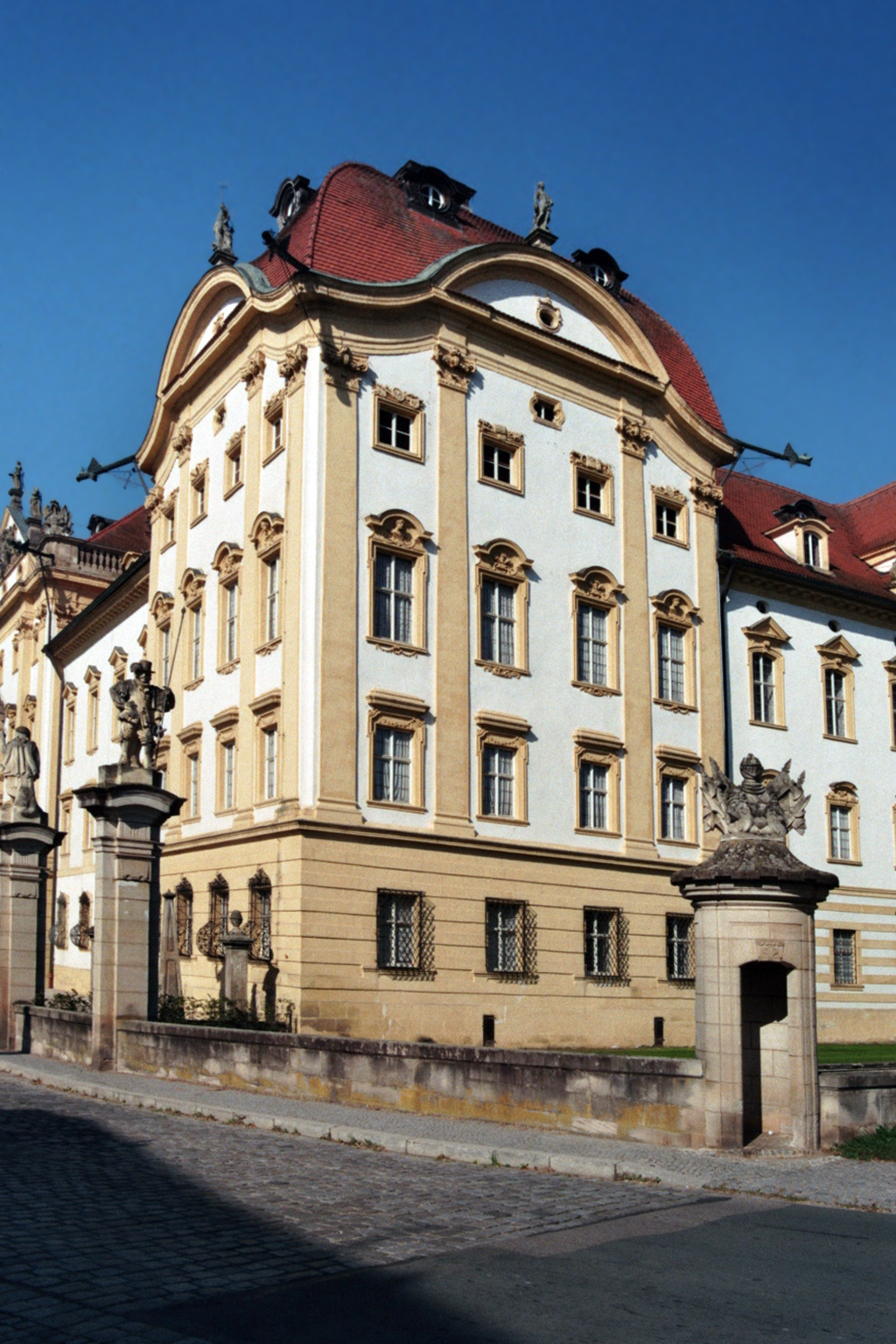
Schloss Ellingen (2011)

Von Wrede is een uit Westfalen stammend adellijk geslacht.

## Geschiedenis
De stamreeks begint met Ditrich Wrede (1563-1655) die meesterbakker en burgemeester van Werl was. In 1790 werd een nazaat in de rijksadelstand verheven; voor diezelfde volgde in 1791 verheffing tot Freiherr. In 1809 werd een zoon van de laatste, namelijk maarschalk Carl Philipp von Wrede (1767-1838), tot Frans comte de l'empire verheven. Voor die laatste volgde in 1814 verheffing in de vorstenstand in Beieren, uiteindelijk in 1829 gevolgd door verlening van de titel van vorst(in) op allen met het predicaat Vorstelijke Genade (ook op allen). In 1882 volgde tot slot verlening van het predicaat doorluchtigheid.
In 1815 kreeg de generaal en maarschalk Carl Philipp 1e Fürst von Wrede van koning Maximiliaan I Jozef van Beieren Schloss Sandsee en Schloss Ellingen cadeau; het eerste wordt nog steeds door de familie bewoond, het tweede werd in 1939 door de familie verkocht.

## Enkele telgen
Carl Philipp 1e Fürst von Wrede (1767-1838), maarschalk
- Karl Theodor 2e Fürst von Wrede (1797-1871), president van Beierse Palts
  - Carl Friedrich 3e Fürst von Wrede (1828-1897)
    - Carl Philipp 4e Fürst von Wrede (1862-1928)
      - Carl 5e Fürst von Wrede (1899-1945), reservemajoor en bosbouwer
        - Anna Gabrielle Fürstin von Wrede (1940); trouwde in 1971 met Rudolf aartshertog van Oostenrijk (1919-2010). Haar man had uit zijn eerste huwelijk onder anderen de volgende kinderen:
          - Carl Peter Habsburg-Lothringen (ook wel: Carl Peter aartshertog van Oostenrijk) (1955); trouwde in 1998 met zijn nicht Alexandra Fürstin von Wrede (1970)
          - Simeon Habsburg-Lothringen (ook wel: Simeon aartshertog van Oostenrijk) (1958); trouwde in 1996 met Maria Paloma van Bourbon (1967), dochter van Carlos van Bourbon (1938) en Anne van Orléans (1938)

        - Carl Friedrich 6e Fürst von Wrede (1942), bosbouwer, bewoner Schloss Sandsee
          - Alexandra Fürstin von Wrede (1970); trouwde in 1998 met haar neef Carl Peter Habsburg-Lothringen (ook wel: Carl Peter aartshertog van Oostenrijk) (1955)
          - Carl Fürst von Wrede (1972), vermoedelijke opvolger als chef van het huis
- Eugen Fürst von Wrede (1806-1845), president van Beierse Palts, stichter van de stad Ludwigshafen am Rhein